# Pfalz (residens)
Pfalz, lånord från tyskan av latinets ord för palats (latin: Palatium), var benämningen på de kungsgårdar och andra personliga ägor spridda runtom i riket där de frankiska och tyska kungarna alltifrån karolingisk tid brukade uppehålla sig samt, då närvarande, utöva sina funktioner som domare. På vissa pfalz insattes pfalzgrevar som kungens ställföreträdare. Redan från 600-talet finns flera pfalz dokumenterade men de förekom i störst utsträckning kring 900- och 1000-talen. I bland annat Goslar finns ett slott som heter Kaiserpfalz.

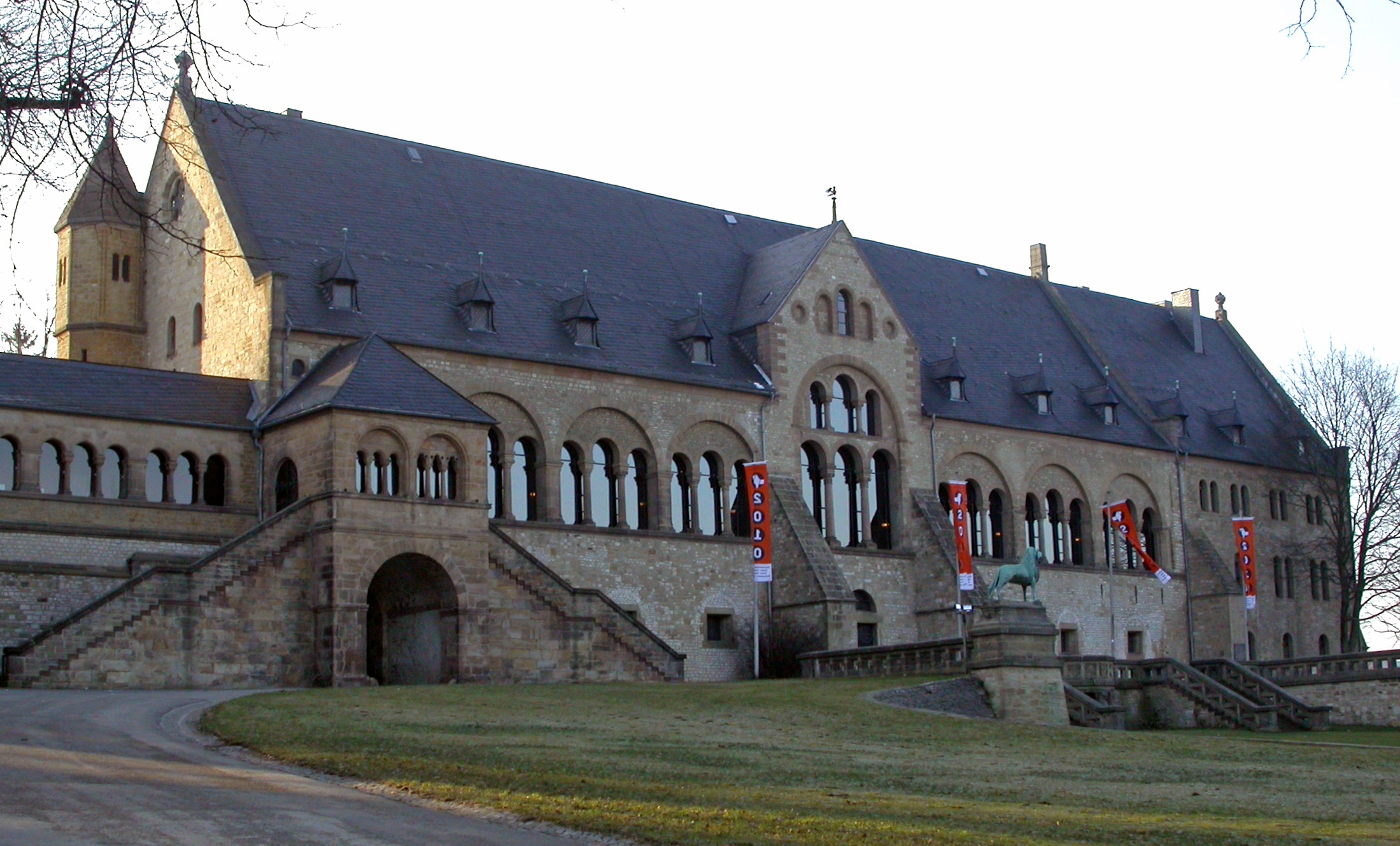
Goslar Kaiserpfalz.

Pfalz betecknar också de stater i Tysk-romerska riket som från år 1329 utgjorde det kurfurstliga Pfalzgrevskapet vid Rhen och som med århundradena splittrades därifrån. 
Pfalziska ätten som var Sveriges kungahus åren 1654-1720 tillhörde grenen Pfalz-Zweibrücken av ätten Wittelsbach som regerade i Pfalz.